# Valeri Divisenko
Valeri Divisenko (10 de julio de 1961 – 8 de noviembre de 2008) fue un deportista soviético que compitió en judo. Ganó una medalla de plata en el Campeonato Mundial de Judo de 1983, y una medalla de oro en el Campeonato Europeo de Judo de 1983.

## Palmarés internacional
| Campeonato Mundial | Campeonato Mundial | Campeonato Mundial | Campeonato Mundial |
| Año                | Lugar              | Medalla            | Categoría          |
| ------------------ | ------------------ | ------------------ | ------------------ |
| 1983               | Moscú ( URSS)      | Medalla de plata   | –95 kg             |
| Campeonato Europeo |                    |                    |                    |
| Año                | Lugar              | Medalla            | Categoría          |
| 1983               | París (Francia)    | Medalla de oro     | –95 kg             |